# Show Racism the Red Card
Show Racism the Red Card ist eine 1996 in England  gegründete Antirassismus-Bildungsinitiative, die sich die Vorbildfunktion von hochkarätigen Fußballern zu Nutzen macht, um auf das Thema Rassismus in der Gesellschaft des Vereinigten Königreichs hinzuweisen. Die Initiative, gestartet in North Tyneside, verfügt in Großbritannien mittlerweile über Niederlassungen in England, Schottland und Wales und betreibt mit den Hilfsmitteln DVD, Bildungsmagazin und Plakat Rassismusprävention auf dem gesamten großbritannischen Gebiet. Das Grundkonzept der Kampagne Show Racism the Red Card wurde in den Ländern Schweden, Norwegen, Finnland, Dänemark, Deutschland und Irland durch weitere Vereinsgründungen aufgegriffen.

## Leitbild
Das erklärte Ziel der englischen Show Racism the Red Card Initiative ist es eine Anti-Rassismus-Botschaft an junge Menschen zu transportieren. Dies geschieht durch Vorbilder, die überwiegend, aber nicht ausschließlich aus Fußballern bestehen.

## Hintergrund und Aktivitäten
Der Ursprung von Show Racism the Red Card in Großbritannien geht auf das Jahr 1995 zurück: Mit Hilfe einer Spende in Höhe von 50 £ durch den Torhüter Newcastle Uniteds, Shaka Hislop, erwuchs eine lokale Anti-Rassismus-Kampagne in der Stadt Newcastle upon Tyne. Gründer der Kampagne war Ged Grebby, ein aktives Mitglied im Verein Jugend gegen Rassismus in Europa. Die internationale Anti-Rassismus-Kampagne versandte zur damaligen Zeit Bildungs-Pakete an Schulen und erregte die Aufmerksamkeit Hislops, der sich sofort begeistert zeigte, 50 £ spendete und weitere Exemplare für die Zukunft bestellte. Die Grundidee der Kampagne Show Racism the Red Card war durch Hislops positive Resonanz geboren. Politische Bildungsarbeit wurde mit der Vorbildfunktion von Profifußballern kombiniert, um bessere Aufklärungsarbeit von jungen Menschen in Großbritannien zum Thema Rassismus zu gewährleisten. Das Grundkonzept wurde durch Niederlassungen in Whitley Bay, Glasgow und Cardiff in Großbritannien sowie in Irland, Norwegen, Schweden, Finnland, Deutschland und Dänemark aufgegriffen und durch unterschiedliche Arbeitsweisen international bekannt gemacht. Das gemeinsame Ziel der Kampagnen ist die Vermittlung der Botschaft und die Erziehung durch Sport, unterstützt durch verschiedene lokale Ressourcen.

„Als ich an meiner Tankstelle beim Tanken war, fingen ein paar Jungs an, rassistische Beleidigungen zu rufen. Nach einer Weile erkannte mich einer von ihnen und erzählte es seinen Freunden. Dann kamen sie rüber und wollten ein Autogramm von mir. Das tat wirklich weh.“

Die wichtigste Ressource der internationalen Show Racism the Red Card-Kampagnen ist eine englischsprachige DVD mit den Protagonisten Thierry Henry, Derek Ferguson, Mustapha Hadji, Ryan Giggs, Rio Ferdinand, Didier Drogba und Samuel Eto’o. Die hochkarätigen Fußballer berichten in „A Safe Place“ über Rassismus gegenüber Asylsuchenden, Flüchtlingen und über Islamphobie. Die Botschaft soll Kindern und Jugendlichen ab dem Alter von acht Jahren für das Thema Rassismus sensibilisieren und zusätzlich Lehrern neue Diskussionspunkte für weitere Aktivitäten liefern.
Weiterhin arbeitet die Kampagne mit dem „Out of Site“-Bildungspaket. Dieses soll auf Rassismus gegen Sinti und Roma und Flüchtlinge hinweisen.

### Bildung
Den Hauptteil der Arbeit von SRTRC nehmen regelmäßige Workshops zur Prävention von Rassismus und Diskriminierung in Zusammenarbeit mit professionellen Sportvereinen ein. Jugendliche werden in die Stadien eingeladen und erarbeiten eine Anti-Rassismus-Botschaft mit ihren sportlichen Vorbildern. Die Workshops werden an den Standorten Nordost, Süd- und Südost-England für Jugendliche und Erwachsene angeboten. In den meisten Fällen begleiten Fußball- und Fitnesseinheiten mit Ex-Fußballprofis wie Gary Bennett, Gordon Dean, John Anderson, Curtis Fleming, Olivier Bernard, Luther Blissett, Paul Mortimer und Leroy Rosenior die Veranstaltungen von SRTRC.
SRTRC veranstaltet jährlich einen Wettbewerb für Schüler in Großbritannien und bietet ihnen die Möglichkeit, eigene Arbeiten gegen Rassismus in Form von Postern, Gedichten, Animationen und Filmen zu erstellen. Nach der Einsendung aller Bewerbungen wählt eine Jury die Gewinner aus und führt die Preisverleihungen in Fußballstadien bekannter englischer Profi-Vereine durch. Populäre Fußballspieler wie Theo Walcott haben bereits Preisübergaben an die siegreichen Schüler durchgeführt. Bemerkenswert ist, dass eine Schule aus Ouston, unweit des St. James Parks in Newcastle upon Tyne, bereits zweifach als Sieger aus dem jährlichen SRTRC-Anti-Rassismus-Wettbewerb hervorging.

## Show Racism the Red Card – Deutschland
Show Racism the Red Card – Deutschland e. V. ist ein 2010 in Augsburg gegründeter gemeinnütziger Verein, der sich an der gleichnamigen Bildungsinitiative in England orientiert. Mit Hilfe von Spitzensportlern leistet die Bildungsinitiative Präventionsarbeit gegen Rassismus und Diskriminierung für Kinder und Jugendliche. Zusätzlich soll eine Vermittlung und Stärkung demokratischer Werte für einen Präventiveffekt sorgen, um Handlungsoptionen und Vorgehensweisen gegen Rassismus im Alltag aufzuzeigen. Der Fußball dient dabei als Medium für die Antidiskriminierungsarbeit. Die Geschäftsstelle von Show Racism the Red Card – Deutschland e. V. befindet sich in Berlin. Die Schirmherrschaft des Vereins haben Maria Böhmer, Barbara John und Romani Rose übernommen.

### Arbeitsweise
Als Kernarbeit veranstaltet Show Racism the Red Card – Deutschland e. V. in Kooperation mit Bundesliga-Vereinen deutschlandweit Workshops für 9- bis 14-Jährige, um präventiv gegen Rassismus und Diskriminierung vorzugehen. Diese finden vorwiegend in den Fußballstadien der Kooperationspartner, aber auch an Schulen und in Jugendeinrichtungen statt. Einen wichtigen Bestandteil der Workshops nimmt die Einbindung von Personen aus dem Fußball ein. Die ehemaligen oder aktiven Fußballprofis berichten auf den Veranstaltungen von ihren persönlichen Erfahrungen mit Rassismus und erzielen durch ihre Vorbildfunktion einen nachhaltigen Lernprozess bei den Jugendlichen. Die Workshoparbeit, als zentrales Merkmal der politischen Bildungsarbeit von Show Racism the Red Card – Deutschland e. V., wird unterstützt durch diverse Kampagnen. Die „Red Card Teamposter“-Aktion startete im Jahr 2011 und wird seitdem jährlich durchgeführt. Teams der deutschen Männer- und Frauen-Fußball-Bundesliga, aber auch Vereine der 2., 3. und 4. Liga lassen sich vor jeder Saison mit „Zeig Rassismus die Rote Karte“-Karten ablichten. Zur Saison 2013/14 hatten mehr als 30 Vereine der verschiedenen Ligen für die Teilnahme an der Aktion zugesagt. Außerdem gab es 2013 erstmals die  Kampagne „Unsere Elf gegen Rassismus“. Elf Personen aus dem Fußball stellten sich in einem Interview vor und setzten mit einem Foto ein Zeichen gegen Rassismus.

### Abgrenzung zur Aktion „Zeig‘ Rassismus die Rote Karte“ der DFL
Die Symbolik der Roten Karte im Zusammenhang mit Rassismus und der Slogan „Zeig’ Rassismus die Rote Karte“ wurden unabhängig von Show Racism the Red Card – Deutschland e. V. bereits während früherer Saisons durch die deutsche Fußball-Bundesliga genutzt, beispielsweise in der Saison 2006/07.